# Mosquée Noor-e-Islam
Pour les articles homonymes, voir Noor.
La mosquée Noor-e-Islam (ou Noor-al-Islam) est la principale mosquée de Saint-Denis de La Réunion. Elle est l'une des deux mosquées de confession sunnite de la ville qui l'accueille. Son nom signifie « lumière de l'islam » en arabe.
Elle fut durant une période la plus ancienne mosquée existant dans un département français, la mosquée de Tsingoni de Mayotte, constituée d'éléments du XIVe siècle, étant à présent la plus ancienne mosquée de France.

## Histoire
Le projet d'édifier une mosquée à La Réunion date du début des années 1890. Il est le fait de commerçants originaires du Gujarat arrivés dans l'île deux ou trois décennies auparavant. Ils proviennent en particulier de Surat.
À l'audience des criées du 20 avril 1892, six d'entre eux (agissant au nom d'environ 120 autres) se portent acquéreurs d'un immeuble dont l'adresse est 111, rue du Grand-Chemin, l'actuelle rue du Maréchal-Leclerc. Ils s'appellent Cassim Amode, Ismaël Houssein, Amode Ismaël, Mamodjee Moussajee, Ismaël Amode Patel et Issop Sulliman. Leur immeuble servira de lieu de culte informel pendant dix ans.
Une pétition est toutefois adressée dès le 25 novembre 1897 au gouverneur Beauchamp. Les signataires y signalent leur intention d'élever une mosquée à l'adresse susdite et lui réclament l'autorisation nécessaire. Elle précise : « Notre mosquée sera entourée de murs et disposée intérieurement de façon à ménager les susceptibilités des autres confessions ». Le 8 janvier 1898, l'accord du gouverneur est obtenu. 
Financée par une caisse alimentée par une somme forfaitaire prélevée sur les bénéfices des commerçants impliqués, la construction établie selon les plans d'un ingénieur indien dure sept ans. La mosquée est inaugurée le 28 novembre 1905, soit 21 ans avant celle de Paris. Sa façade principale fait alors 15 m de long et la salle de prière peut contenir 150 fidèles.
En 1960, des travaux d'agrandissement seront entrepris après acquisition d'une parcelle mitoyenne. Le nouveau bâtiment est inauguré le 3 août 1962. Il sera partiellement ravagé par un incendie probablement déclenché par un court-circuit à l'étage d'un local commercial limitrophe le 12 octobre 1974. La façade en bois brûle complètement.
La communauté est mobilisée pour financer de nouveaux travaux, les responsables n'hésitant pas à se rendre jusque dans le sud de l'île pour collecter des fonds. Certains commerçants donnent individuellement jusqu'à trois millions de francs Un total de quinze millions est récolté. Doté d'une façade commerciale longue de 38 m de long, le nouveau bâtiment est livré en 1979. Il est désormais doté d'un minaret d'une tonne. 
Le 29 septembre 2005, à l'occasion de son centenaire et de celui de la loi séparant les Églises et l'État en France, la mosquée reçoit la visite du ministre de l'Intérieur Nicolas Sarkozy. Quelques semaines plus tard, en novembre, le président du Conseil français du culte musulman Dalil Boubakeur la visite également : Noor-e-Islam a été désignée comme l'une des cinq grandes mosquées de France par le Conseil français du culte musulman (CFCM) lors de sa formation. Le maire de Paris Bertrand Delanoë le suivra de peu.

## Architecture

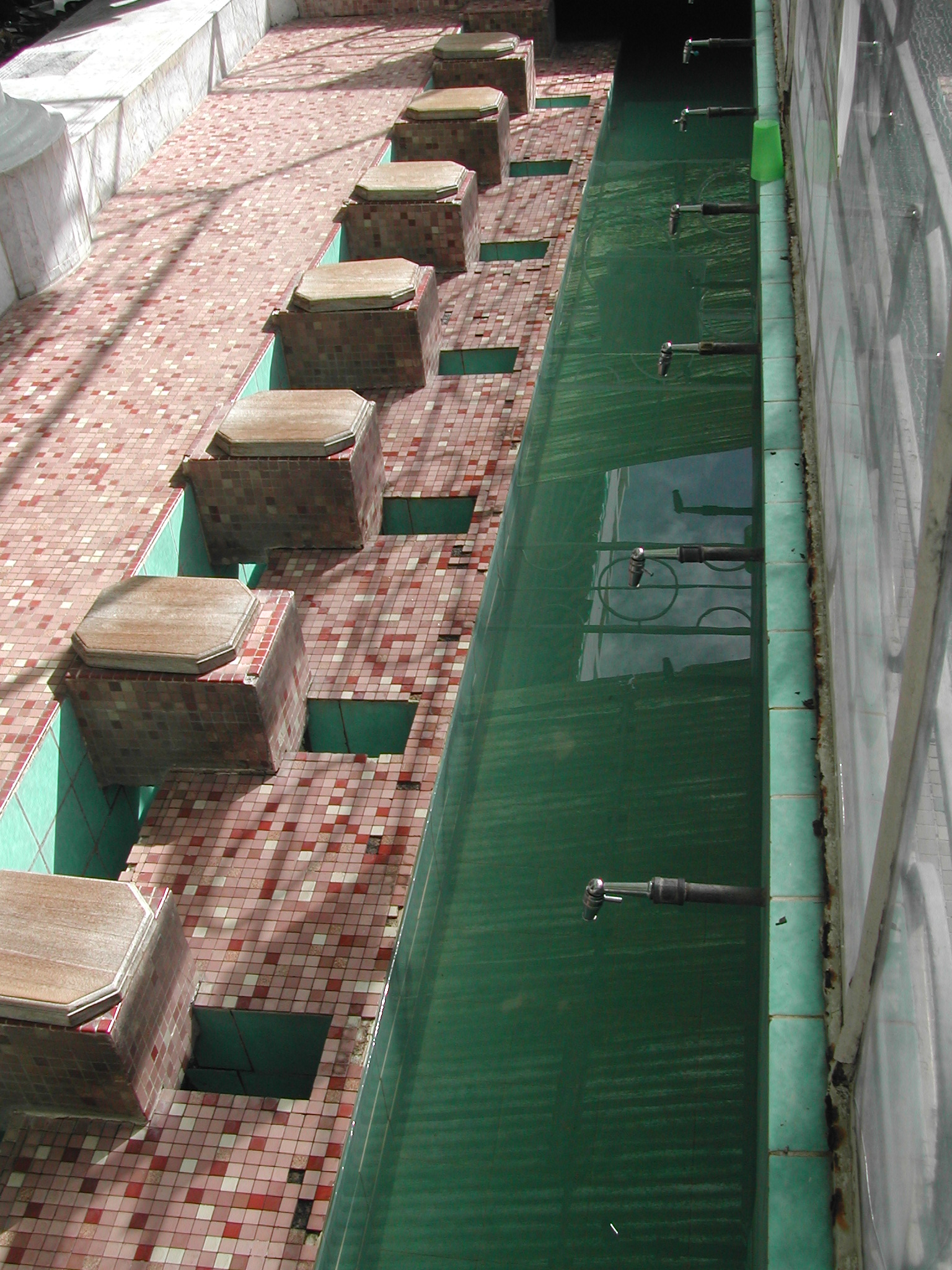
Un bassin dédié aux ablutions.

De couleur blanche et de style classique, la mosquée est rendue repérable par son minaret d'environ 32 m de haut coiffé d'un bulbe blanc, équipé d'un paratonnerre et étudié pour résister à un cyclone tropical. Située au centre d'une galerie abritant une demi-douzaine de commerces de jouets ou de parfums, abritée derrière une série de colonnes, son entrée se trouve rue du Maréchal-Leclerc.
Elle donne sur une cour intérieure rectangulaire plus large que longue que l'on atteint après s'être déchaussé et, en ce qui concerne les musulmans pratiquants, être passé par les deux bassins dédiés aux ablutions, de part et d'autre de l'axe principal. Ces bassins courent sous la dalle qui sert de sol à cette cour décorée de vitraux bleus, blancs et marron au centre des quatre côtés de laquelle on note la présence de quatre vitraux aux couleurs du drapeau français, en hommage à l'autorisation accordée par les autorités aux bâtisseurs.
D'une capacité de 500 personnes assises, la salle de prière du rez-de-chaussée est relativement simple. Ses murs blancs sont peu décorés. Seules quelques représentations de versets du Coran ornent les murs. Cette sobriété peut s'expliquer par l'origine indienne des bâtisseurs et notamment de leur habitude de pratiquer leur foi dans un contexte où elle est minoritaire.
Au sol, la moquette à dominante verte est couverte de motifs représentant des colonnades dorées pointant vers La Mecque. Construit selon les indications d'un navigateur de passage, légèrement modifié depuis, le mihrab est situé dans l'axe de l'entrée donnant sur la rue.
Depuis la cour intérieure, on accède par ailleurs par des escaliers à une seconde salle de prière encore plus dépouillée que la première. Ses murs sont presque complètement nus et sa moquette d'un vert uni. Elle est équipée de plafonniers et de luminaires ayant la forme de boules.
Le sous-sol comporte plusieurs petites salles et au moins un bassin pour les ablutions. Il donne accès à une cour arrière plantée de plusieurs espèces florales.

## Fonctionnement

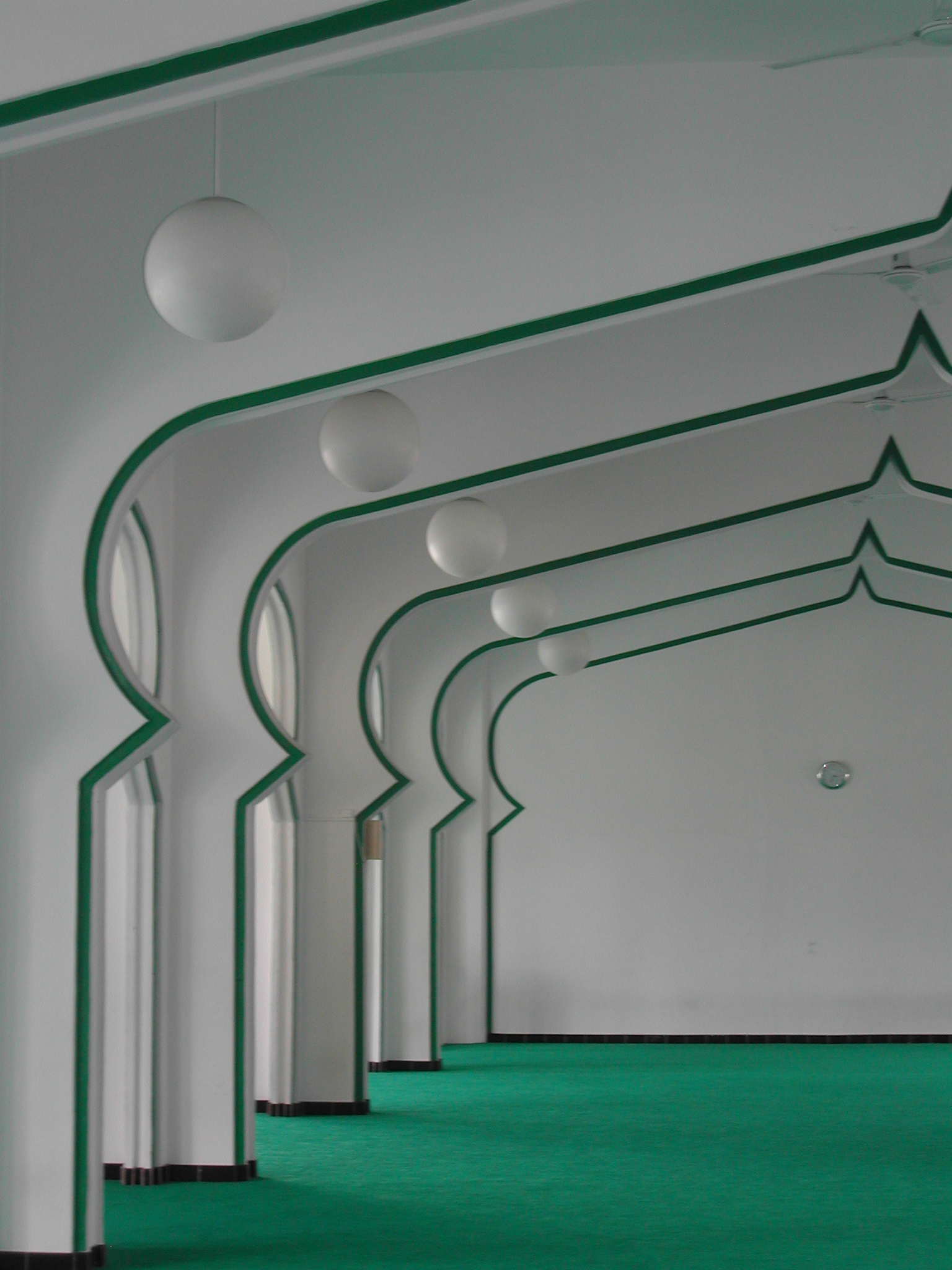
La salle de prière à l'étage.

Les biens de la mosquée sont inaliénables. Ils sont gérés par une association employant aujourd'hui une quarantaine de personnes, créée en 1915 et devenue l'Association Islam Sounnate Djamatte (AISD) en 1989.
Présidée par un président élu par une élection tous les 3 ans parmi les membres de l'association , elle a un budget annuel d'environ un million d'euros qui se finance grâce aux dons et aux loyers des immeubles qui lui appartiennent. Elle gère l'École Medersa Tarlimoul Islam dépendante de la mosquée, la seule à ce jour à avoir signé un contrat d'association complet avec l'État français. Elle gère également plusieurs mosquées et école coranique dans les quartiers notamment du Moufia , Sainte-Clotilde et lataniers à Saint-Denis .
Après avoir inauguré au sein de Noor-e-Islam une salle de prière pour les femmes au cours de l'année 2005, l'association a d'autres projets pour l'avenir. Elle espère notamment pouvoir créer à terme un centre culturel musulman comprenant une bibliothèque, un centre de langues et une salle de conférence.
Malgré l'autorisation de la mairie de le lancer à cinq reprises dans la même journée, l'appel à la prière n'est aujourd'hui prononcé qu'une fois chaque jour, sauf le vendredi. C'est le souhait des responsables de la mosquée eux-mêmes : ils sont soucieux de ne pas déranger le voisinage.
Il y a plus de 35 imams dans cette association dont 5 imams seulement pour cette mosquée incluant un Imam référent .